# خانه جواهری
خانه جواهری مربوط به دوره قاجار است و در سنندج، خیابان شهدا، محله قلعه چهارلان واقع شده و این اثر در تاریخ ۷ مهر ۱۳۸۱ با شمارهٔ ثبت ۶۴۱۱ به‌عنوان یکی از آثار ملی ایران به ثبت رسیده است.